# Ољшавица
Ољшавица (слч. Oľšavica) насељено је мјесто са административним статусом сеоске општине (слч. obec) у округу Љевоча, у Прешовском крају, Словачка Република.

## Становништво
| Година:    | 1994. | 2004.   | 2014.    | 2024.    |
| ---------- | ----- | ------- | -------- | -------- |
| Број људи: | 343   | 312     | 275      | 232      |
| Разлика:   |       | -9,03 % | -11,85 % | -15,63 % |

| Година:    | 2023. | 2024.   |
| ---------- | ----- | ------- |
| Број људи: | 236   | 232     |
| Разлика:   |       | -1,69 % |

Према подацима о броју становника из 2011. године насеље је имало 291 становника.